# Малое Васильково (Тверская область)
Малое Васильково — деревня в Кувшиновском районе Тверской области. Входит в состав Тысяцкого сельского поселения.

## География
Находится в центральной части Тверской области на расстоянии приблизительно 19 км по прямой на север от города Кувшинова, административного центра района.

## История
Была отмечена как Василькова еще на карте 1825 года. В 1859 году здесь (деревня Вышневолоцкого уезда) было учтено 12 дворов. На карте 1938 года отмечена как поселение с 60 дворами. До 2015 года входила в состав Борзынского сельского поселения.

## Население
Численность населения составляла 57 человек (1859 год), 30 (русские 100 %) в 2002 году, 31 в 2010.